# Gorčica
Górčica, tudi gorčíca spada med najstarejše začimbe.

## Zgodovina
Grki so jo poznali že v 4. stoletju pr. n. št., uporabljali pa so jo kot zdravilo in ne kot začimbo. Prvi recept za pripravo gorčice so v 1. stoletju zapisali Rimljani. V 8. stoletju je v srednji Evropi gorčica prvič omenjena v nekem spisu Karla Velikega. Pred razširitvijo uporabe popra in čilija sta bili gorčica in hren edini ostri začimbi, ki so ju imeli na razpolago evropski kuharji, in sta bili temu primerno razširjeni in priljubljeni. 
V starem Rimu so zdravniki priporočali gorčico kot zdravilo zoper kačje pike, izpadanje las, gobavost in uši. V srednjem veku so že bolje poznali lastnosti gorčice in trdili: »Gorčica krepi prebavo in drobi težke jedi.« To so dokazali tudi moderni znanstveniki – gorčica ureja prebavo in je odlična priloga k mastnim jedem.
Francosko mesto Dijon je dobilo v 13. stoletju monopol za izdelavo gorčice.
Gorčica se uporablja v obliki semen, mleta ter v obliki narejene ali industrijsko pripravljene omake.
Semena se dajejo v:
- vložene kumarice in drugo vloženo zelenjavo,
- nekatere klobase in salame.

Raznih vrst gorčične omake obstaja preko 100. Ostrina je odvisna od razmerja med belimi in črnimi semeni ter dodatkov. Pasto uporabljamo predvsem pri:
- kuhanem in pečenem mastnem mesu, hrenovkah in klobasah, mesu, pečenem na žaru, siru ... (kot priloga);
- dodajamo jo v zmes za zrezke iz mletega mesa;
- pred pečenjem z njo premažemo mesne zvitke, mastne pečenke, kotlete, meso za pečenje na žaru ...